# 顕栄大聖堂 (ザグレブ)
座標: 北緯45度48分46秒 東経15度58分26秒 / 北緯45.81265度 東経15.9739度

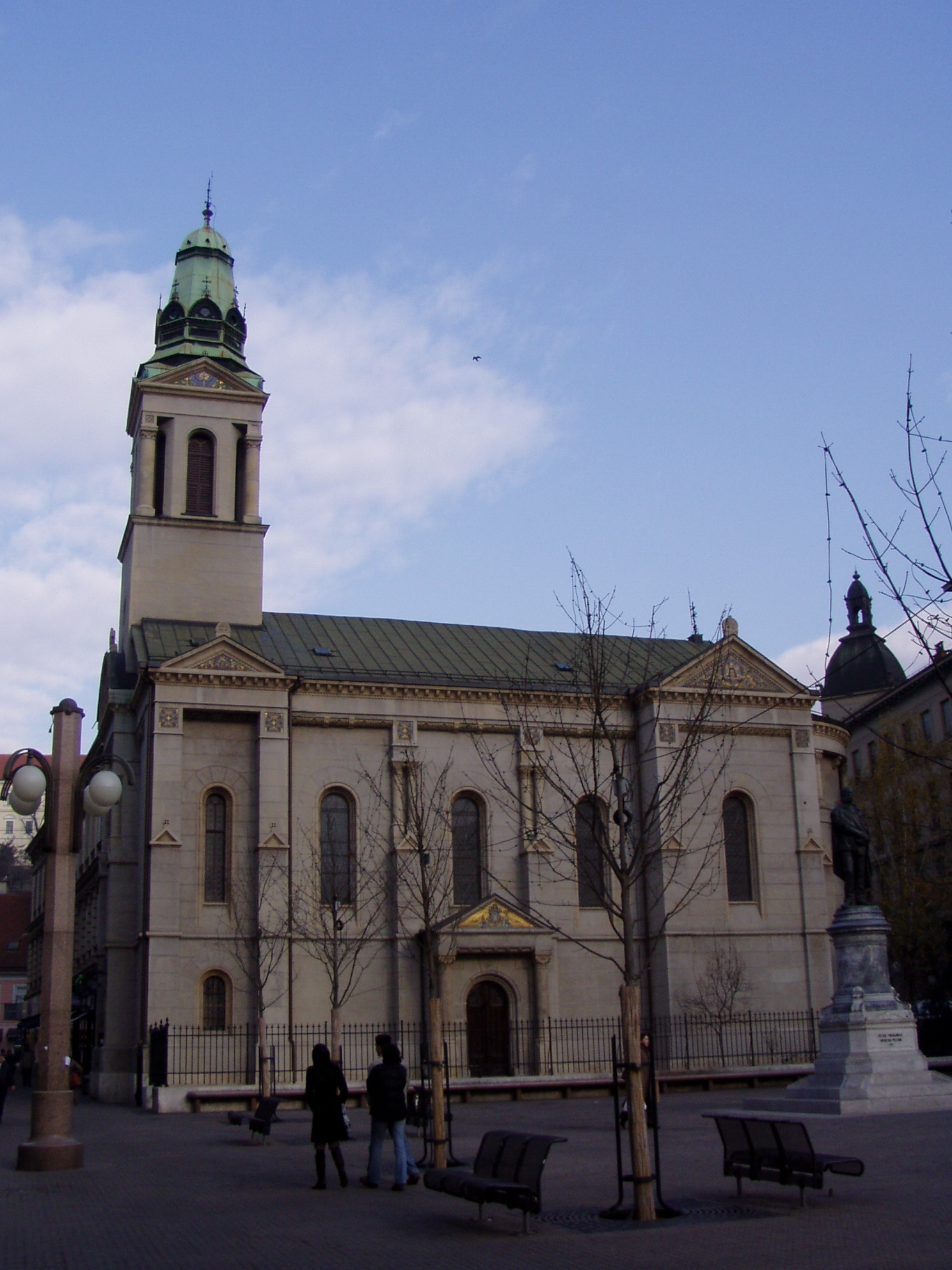
ザグレブの顕栄大聖堂

ザグレブの顕栄大聖堂（セルビア語: Сабрана Црква Св. Преображења у Загребу）は、セルビア正教会のザグレブ・リュブリャナ主教区の主教座大聖堂である。1866年に建設され、1884年にゲルマン・ボレの設計により再建設された。

## ギャラリー

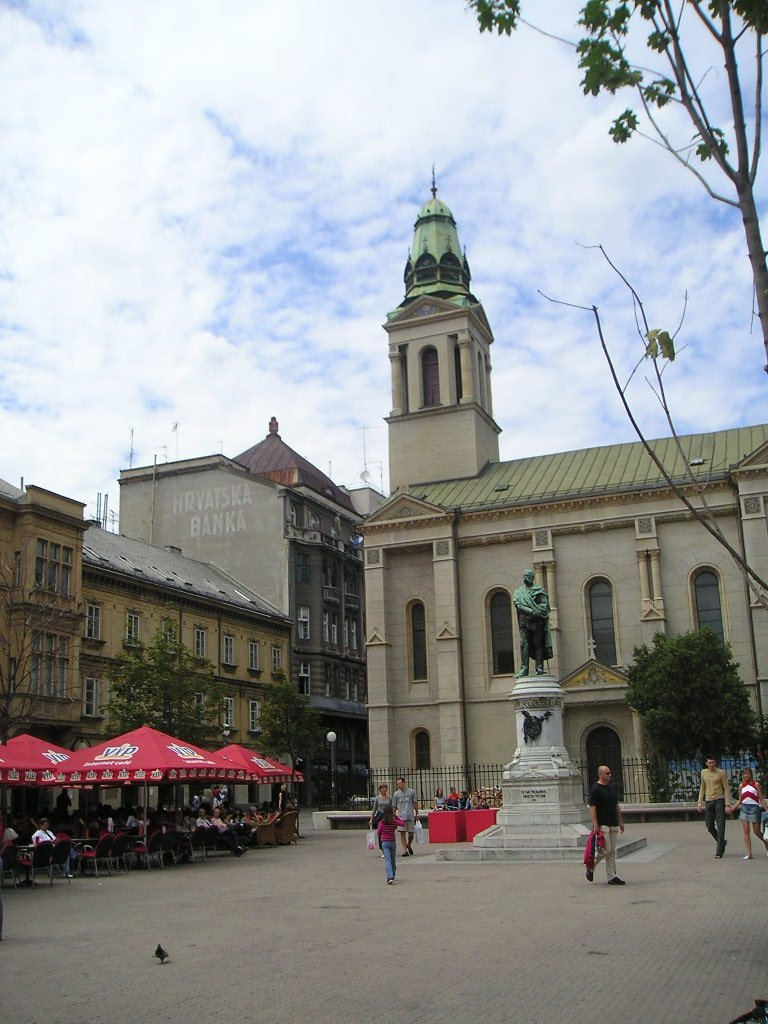
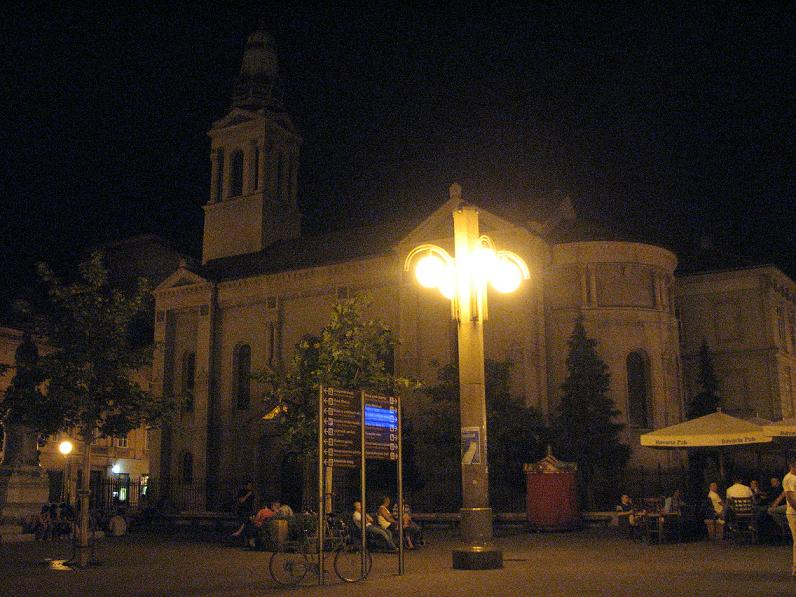